# Puebla (État)
Pour les articles homonymes, voir Puebla (homonymie).
 (janvier 2024).
La mise en forme du texte ne suit pas les recommandations de Wikipédia : il faut le « wikifier ».
Les points d'amélioration suivants sont les cas les plus fréquents. Le détail des points à revoir est peut-être précisé sur la page de discussion.
- Les titres sont pré-formatés par le logiciel. Ils ne sont ni en capitales, ni en gras.
- Le texte ne doit pas être écrit en capitales (les noms de famille non plus), ni en gras, ni en italique, ni en « petit »…
- Le gras n'est utilisé que pour surligner le titre de l'article dans l'introduction, une seule fois.
- L'italique est rarement utilisé : mots en langue étrangère, titres d'œuvres, noms de bateaux, etc.
- Les citations ne sont pas en italique mais en corps de texte normal. Elles sont entourées par des guillemets français : « et ».
- Les listes à puces sont à éviter, des paragraphes rédigés étant largement préférés. Les tableaux sont à réserver à la présentation de données structurées (résultats, etc.).
- Les appels de note de bas de page (petits chiffres en exposant, introduits par l'outil «  Source ») sont à placer entre la fin de phrase et le point final[comme ça].
- Les liens internes (vers d'autres articles de Wikipédia) sont à choisir avec parcimonie. Créez des liens vers des articles approfondissant le sujet. Les termes génériques sans rapport avec le sujet sont à éviter, ainsi que les répétitions de liens vers un même terme.
- Les liens externes sont à placer uniquement dans une section « Liens externes », à la fin de l'article. Ces liens sont à choisir avec parcimonie suivant les règles définies. Si un lien sert de source à l'article, son insertion dans le texte est à faire par les notes de bas de page.
- La présentation des références doit suivre les conventions bibliographiques. Il est recommandé d'utiliser les modèles {{Ouvrage}}, {{Chapitre}}, {{Article}}, {{Lien web}} et/ou {{Bibliographie}}. Le mode d'édition visuel peut mettre en forme automatiquement les références.
- Insérer une infobox (cadre d'informations à droite) n'est pas obligatoire pour parachever la mise en page.

Pour une aide détaillée, merci de consulter Aide:Wikification.
Si vous pensez que ces points ont été résolus, vous pouvez retirer ce bandeau et améliorer la mise en forme d'un autre article.
Puebla (prononcé en espagnol : /ˈpweβla/), officiellement l'État libre et souverain de Puebla (Estado Libre y Soberano de Puebla /esˈtado ˈliβɾe i soβeˈɾano de ˈpweβla/), est l'un des 31 États du Mexique. Sa capitale est Puebla de Zaragoza (aussi connue sous le nom de Puebla de los Ángeles, Angelópolis et Heroica Puebla de Zaragoza). L'État de Puebla est bordé, à l'est par les États de Veracruz, à l'ouest par l'État de Mexico, de Hidalgo, de Tlaxcala et de Morelos, et au sud par l'État de l'Oaxaca et de Guerrero. L'État de Puebla ne possède pas d'accès à la mer et possède un relief accidenté. Il couvre une superficie de 34 251 km2 où vivent cinq millions d'habitants, ce qui en fait le cinquième État le plus peuplé du pays. En outre, dans la région de Sierra Norte de Puebla (qui fait partie de la Sierra Norte Oriental) se trouve la plus grande population de langue nahuatl du pays.

## Histoire

### Origine du nom
La légende raconte qu’au moment de finir la construction de la cathédrale Nuestra Señora de la Inmaculada Concepción en plein cœur du centre-ville de Puebla surgit une question épineuse : comment pourrait-on hisser une cloche de 8 tonnes au sommet de si grandes tours (ce sont les plus hautes d’Amérique Latine) ? Cette question fit passer des nuits blanches aux ingénieurs et aux maçons. L’opération semblait impossible.
Cependant, un matin, les habitants de Puebla se réveillèrent avec cette nouvelle : la cloche était enfin dans la tour et elle sonnait allègrement. « Mais qui l’a installée ? Comment l’y a-t-on montée ? » se demandaient-ils. On aurait dit un miracle, qui fut rapidement attribué aux anges : ils étaient certainement descendus du ciel pour accrocher la cloche, toujours dans le clocher de nos jours.
C’est à cause de cette légende que cette ville magnifique s’appelle Puebla de los Ángeles (« Puebla des Anges »). En effet, bien des indices donnent à penser que cette destination a effectivement un caractère paradisiaque : ses rues, son horizon et surtout ses saveurs. Au centre du Mexique, dominée par les imposantes silhouettes des volcans Popocatépetl et Iztaccíhuatl, Puebla ouvre ses portes aux visiteurs, fière de ses titres glorieux : « l’héroïque » car c’est ici que les troupes mexicaines vainquirent les troupes françaises en 1862 (lors de la Bataille de Puebla) et Patrimoine de l’Humanité à l’UNESCO depuis 1987.
Mais ce qui remplit réellement de fierté les habitants de Puebla, c’est leur gastronomie, une des plus emblématiques et des plus succulentes du pays. Capitale mondiale du mole, des chiles en nogada et des chalupas, Puebla vous fait goûter au paradis avec ses desserts qui ne peuvent être nés que de le créativité des anges : les camotes, les tortitas de Santa Clara et les jamoncillos à la noix et aux pignons ne sont que quelques produits phares d’une longue liste qui pourrait être illustrée avec les visages joufflus de chérubins.
Puebla est une des plus vieilles villes du Mexique. Sa fondation, également attribuée aux anges, date de 1532. Son climat agréable et sa situation stratégique en ont très rapidement fait la deuxième ville du Mexique colonial. Sur leur route pour l’Espagne via Veracruz, les cargaisons de marchandises en provenance des Philippines passaient d’abord par Puebla ; celle-ci s’appropria donc peu à peu quelques-unes des expressions artistiques de l’Orient. On le voit notamment avec les vases précieux et la vaisselle en talavera ainsi qu’avec les azulejos qui ornent les façades des églises et des palais, les fontaines, les cours intérieures et les cuisines. Un autre exemple de cette influence culturelle est la légende de la « Chinoise de Puebla », une princesse d’Inde qui arriva comme esclave à bord du Galion de Manille et qui se fabriqua un superbe vêtement brodé orné de paillettes. C’est ce qui constitue de nos jours le costume traditionnel de Puebla.

S’il fallait définir Puebla en un mot, ce serait certainement le mot « baroque » : des saveurs complexes qui séduisent le palais, des formes élaborées qui captivent le regard, un ensemble irrésistible de légendes et d’histoires, de rues tortueuses, de fontaines, de jardins, de marchés d’artisanat et de ruelles d’artistes et un horizon sur lequel se découpent les coupoles des églises. Il n’est donc pas si extravagant de penser que Puebla est la ville où vivent les anges.

## Culture
Selon la légende, une belle princesse a été la créatrice du costume Chine Poblana. Elle aurait apparemment intégré, des vêtements indiens colorés avec les vêtements indigènes mésoaméricaines espagnols et européens, et de ce mélange est né le célèbre costume mexicain
Dans la culture Poblana, de nombreuses légendes tentent d'expliquer l'origine de la plupart de leurs traditions, qui sont aujourd'hui un symbole de l'identité nationale. Malgré le grand débat sur l'origine du costume Chine Poblana, la vérité est que c'est une belle tenue qui met en évidence les caractéristiques des femmes métisses mexicaines.
Dans la cuisine à Puebla, ils sont les fiers le créateur des célèbres piments en sauce aux noix, qui ont été créés pour l'armée victorieuse Trigarante commandée par Agustín de Iturbide pour terminer l'indépendance du Mexique. Ainsi, tous les 28 août pour célébrer l'entrée du héros insurgé, ce plat exquis et tricolores représentant est préparé.
D'autres plats typiques de la gastronomie de Puebla sont les chaloupes, le pains aux graines de sésame, et reconnu au niveau international, le mole poblano qui est une sauce épicée au cacao pour le poulet. Traditionnellement, les religieuses du couvents de Poblano étaient très bonnes cuisinières, et c'est à elles qu'a été donnée le crédit de la création de ce ragoût copieux. Le mystère de sa production, qui a lieu en utilisant plus d'une douzaine d'ingrédients divers comme le chocolat, la pasilla chili (piment fruité), des fruits secs, des arachides et des graines font que nous pouvons profiter encore plus de ce patrimoine métis.
Si l'on divise les zones de cuisine Poblane par groupes d'influence culturelle, nous avons dans les hauts plateaux du nord-est des plats typiques, les plats traditionnels sont les champignons bleus à la sauce tomate, les lentilles avec du porc lapin en Tamale et un autre plat très populaire est le ragout de lapin. Alors que dans le nord de la Sierra, les cuisines sont très odorantes. Il y a le piments dans le vinaigre, le pain au fromage, du poulet dans la sauce aux arachides (pollo encacahuatado), du jambons salé du Nord de Biltong ainsi que leur fameux café. Certains plats sont d'origine des Mixtèques de Poblano chileatole vert, les haricots marinées, les hanches taupe et sapote noire. Enfin, la zone du centre-ville de l'État offre huazontles cuits à la vapeur avec la truite epazote, soupe chili poblano, reine soupe, memelas, piments en sauce aux noix, pitahaya douce et lait de poule. Et ne pas oublier le délicieux héritage doux poblano des nonnes des couvents de Santa Clara et Santa Rosa, comme la patate douce, la noix de mer, les ivrognes, les fruits confits, duchesses, escargots, macaroni, jamoncillo, hippocampes panela et muffins, parmi beaucoup d'autres.
La richesse historique et culturelle de Puebla se reflète également dans leurs festivals. Comme dans d'autres communautés mexicaines, la célébration du carnaval quelques jours avant les jours saints catholiques, il a de grands exposants tels que la communauté Huejotzingo, dont le carnaval est synonyme de qualité et costumes colorés utilisés. D'autre part, l'exécution de Huey Atlixcayotl est la célébration vivante de la permanence des cultures autochtones dans le Atlixco. Ce rituel, qui a lieu tous les derniers dimanches de septembre, consiste à adorer le dieu Qutzalcóatl en reconnaissance pour les récoltes. Loisirs des coutumes préhispaniques conserve également la tradition vivante des villages ancestraux.
L'arrivée du premier équinoxe 20-21 mars chaque année est célébrée sur la pyramide Tlachihualtepetl. Situé à Cholula, la pyramide fournit l'espace sur lequel sont placés les êtres chargés d'énergie positive lorsque les rayons dieu du soleil tombent sur l'Équateur. D'autres grands festivals sont la Foire de café et huipil, jour des morts Equinox à Cantona fête du Saint Enterrement et le Festival des Fleurs.

### Architecture et patrimoine
À proximité de la capitale Puebla se trouvent la ville et le site archéologique de Cholula.
Brève synthèse
La ville de Puebla de los Ángeles a été fondée ex nihilo en 1531, entre les limites des possessions indigènes de Tlaxcala, Cholula et Cuauhtinchan, en application des recommandations royales d'Espagne de ne pas prendre possession de territoires autochtones. La cité d’origine, Ciudad de los Angeles, a été conçue selon un plan Renaissance en damier composé de places rectangulaires orientées nord-est-sud-est.
La ville est située dans la vallée de Cuetlaxcoapan, au pied de l’un des plus hauts volcans du Mexique, le Popocatepetl. Elle jouit d'une situation stratégique sur la route des échanges commerciaux et culturels entre le port de Veracruz et la ville de Mexico, à environ 100 kilomètres à l'ouest, ce qui a permis à Puebla être une étape intermédiaire importante et une partie centrale de l'axe de l'Atlantique pendant plus de deux siècles.
La ville a exercé une influence considérable au XVIe siècle et a été le récipiendaire de plusieurs titres de noblesse au cours de ce siècle. En 1532, le "Titre de ville" (comme la ville a été fondée en 1531) et en 1538 le "Blason", lui ont tous deux été octroyés par Charles V et signés par son épouse, Elizabeth du Portugal. En 1558, la désignation de «ville noble et loyale de Los Angeles" lui a été accordée et, en 1576, par un autre décret royal, elle a été déclarée «Très Noble et Très Loyale Ville de Los Angeles". De nombreux bâtiments du 16e et du 17e ont survécu, y compris l'université fondée en 1587 en tant Colegio del Espiritu Santo, d’importants édifices religieux comme la cathédrale (datant de 1575), et de beaux bâtiments comme l'ancien palais de l’archevêché, l'emplacement de la bibliothèque de Palafox créée en 1646 et reconnue comme étant la première bibliothèque dans les Amériques. Beaucoup de maisons ont leurs murs revêtus de carreaux vivement colorés, appelés azulejos. L'utilisation de ces carreaux illustre un nouveau concept esthétique et représente la fusion des styles européen et américain particulière au quartier baroque de Puebla.
Les lois de Réforme au milieu du XIXe siècle ont entrainé la fermeture de nombreux couvents, ce qui a modifié le paysage urbain. Cependant, cette période a également vu l’émergence d’une architecture publique et privée.de grande qualité.
Critère (ii) : La situation stratégique de Puebla sur une importante route commerciale a permis l’exportation de son style régional d’architecture baroque, fusion des styles européen et indigène, après le XVIe siècle. La conception urbaine du centre historique selon un plan Renaissance en damier a exercé une influence considérable sur la création des villes coloniales à travers le pays.
Critère (iv) : Dans une grille urbaine intacte, le Centre historique de Puebla comporte des édifices religieux majeurs comme la cathédrale, les églises de Santo Domingo, San Francisco, et l'église des Jésuites, des palais superbes, y compris l'ancien archevêché, l'emplacement de la bibliothèque de Palafox, l'université, et de nombreuses maisons dont les murs sont revêtus de carreaux gaiement colorés (azulejos).
Intégrité
Le Centre historique de Puebla a conservé son intégrité principalement grâce au maintien et à l’extension du plan Renaissance original en damier du milieu du XVIe siècle. Il est actuellement préservé par une zone tampon protégée autour du noyau historique. En outre, un grand nombre de bâtiments religieux, publics et résidentiels illustrent l'évolution de la ville du 16e au 19e siècles.
L’une des menaces qui pèsent sur l'intégrité du bien est la détérioration générale et le manque d'entretien régulier du parc immobilier. Le caractère exceptionnel de l'architecture religieuse est dans l’ensemble bien conservé et garde en grande partie son aspect d’origine. Compte tenu du grand nombre de bâtiments publics, ceux-ci se trouvent à divers stades de dégradation ou de restauration. En général, les bâtiments les mieux entretenus sont ceux qui sont encore utilisés conformément à leur destination initiale, par des institutions administratives, éducatives ou culturelles. En outre, ces bâtiments font souvent l’objet de programmes de restauration pour préserver leur valeur historique. Bien que la détérioration de certains bâtiments résidentiels ait été prise en compte, cela reste insuffisant. Une grande partie de cette restauration est le résultat de programmes municipaux.
D'autres menaces sur le centre historique ont été identifiées, résultant du développement incontrôlé du tourisme et de démolitions et de reconstructions inappropriées. La région est sujette aux catastrophes naturelles telles que les tremblements de terre et les inondations. Les dommages dus au séisme de 1999 ont été en grande partie réparés.
Authenticité
L'original du plan d'urbanisme en damier, basé sur la conception Renaissance, est encore partiellement visible, bien qu’il devienne de plus en plus difficile de distinguer la ville historique en raison de la croissance rapide de la population et de l'industrialisation. Pendant la moitié du XIXe siècle, les lois de Réforme (1857) ont entraîné des modifications importantes dans l'utilisation des bâtiments, y compris la fermeture de nombreux grands couvents. Quoi qu'il en soit, le centre historique contient encore d’importants édifices religieux comme la cathédrale, les églises de San Francisco, Santo Domingo, l'église des Jésuites et l’ancien archevêché.
Les systèmes de construction et l’utilisation des matériaux illustrent les styles architecturaux à travers le temps, les événements historiques et l'évolution de la ville. Le Centre historique de Puebla dispose ainsi de tous les éléments nécessaires pour préserver son «esprit du lieu» et son authenticité culturelle.
Éléments requis en matière de protection et de gestion
La restauration de bâtiments individuels remonte aux années 1940 lorsque des fonds du secteur privé ont été fournis pour la restauration de la cathédrale. Au milieu du siècle, le gouvernement a soutenu la restauration de la façade de l'église del Carmen. Depuis les années 1970, la protection du patrimoine et la restauration ont été effectuées d'une manière plus organisée, avec l’adoption d’une réglementation additionnelle et la mise en œuvre de programmes gouvernementaux aux niveaux national et local. La réglementation spécifique dépend de la Constitution politique des États-Unis du Mexique, de la Loi générale sur les établissements humains, de la Constitution politique de l'État de Puebla, de la Loi sur le développement urbain de l'État de Puebla, et de la Loi organique municipale. La ville est protégée par la «Loi sur la protection et la préservation des villages typiques et de la beauté naturelle de l'État de Puebla ».
L'Institut national d'anthropologie et d'histoire (INAH) fournit une assistance technique pour la restauration, avec l'aide de l’Institut national des Beaux Arts (INBA), du Ministère des Infrastructures de l'État de Puebla, du Ministère des Travaux publics, du service du développement urbain de la Ville de Puebla et de l’Université autonome Benemerita de Puebla. Le financement est assuré principalement par l'INAH avec des contributions, pour des projets spécifiques, des gouvernements fédéral, provincial et municipal. Une version révisée du Plan de Regeneración y / o Redensificación Urbana de la Zona de Monumentos y su entorno Ciudad de Puebla a été produite en septembre 2012. Aujourd'hui, un consortium d'universités a été mis en place auquel participent les principales institutions universitaires d'État qui sont chargées d’actualiser le Programme partiel du centre historique et de formaliser un plan de gestion qui définisse les objectifs à atteindre d’ici 2031.
Une Agence pour le Centre historique et le Patrimoine est en cours de création pour répondre au besoin d’avoir une organisation responsable de la sauvegarde, de la préservation, de la protection, de la promotion et de la sensibilisation du Centre historique.
Le plan de Regeneración y / o Redensificación Urbana de la Monumentos de Zona y su entorno Ciudad de Puebla, dont l'achèvement a été recommandé par le Comité du patrimoine mondial en 2003, a fourni des éléments sur les stratégies pour répondre à un certain nombre de préoccupations liées à la préservation du centre historique, y compris la conservation des monuments historiques et artistiques et un développement urbain respectueux.

### Événements culturels et festivals
5 février : anniversaire de la Constitution (1917). le travail est suspendu.
21 mars : Naissance de Benito Juárez.
1er mai: Fête du Travail. fête nationale. engrenages sont faits et est suspendu le travail.
5 mai : anniversaire de la bataille de Puebla (1862). Il est le plus important parti d'État civique et historique. Dans toutes les municipalités, il défilé ou un événement spécial. Dans la ville de Puebla il est reconnu son défilé coloré et une simulation de la célèbre bataille contre les Français se fait. le travail est suspendu.
15 et 16 septembre : Début de l'indépendance. Il est fête civique et historique le plus important du pays. 15 à 11 heures, le président de la République, les gouverneurs des États et des présidents municipaux donnent « El Grito de Dolores » et sonner une cloche symbolique, car en 1810 ces cloches ont annoncé le début de la lutte pour l'indépendance du pays. Sur les places principales de ce soir, ils sont remplis de gens qui entendront « Le Cri » et profiter de la fête (verveine populaire avec feux d'artifice, de la musique, la danse, la vente de plats typiques...) est organisé. Le principal événement du 16 septembre est la parade. Les deux à Mexico et dans les différentes capitales de l'État sont majoritaires dans la parade militaire et selon chaque lieu détachements paradant aussi les élèves des écoles, charros, flotteurs, et ainsi de suite. le travail est suspendu sur 16.
20 novembre : Début de la Révolution de 1910. allusive un grand défilé avec des caractéristiques sportives est fait. le travail est suspendu.
***
Fêtes traditionnelles
Bénédiction des animaux et des graines
Il est un rite qui est célébrée presque dans tout le pays. La date la plus courante est le 17 janvier, jour de San Antonio Abad, protecteur des animaux. Les gens portent leurs graines ou des animaux dans la cour de l'église de vous bénir. Dans chaque lieu le rituel selon leurs traditions continue. Jeudi de Corpus fait la même chose.
Carnaval : il est célébré de différentes manières en fonction de chaque région. Par exemple, les peuples autochtones, et toutes les parties locales, la religion est mélangée avec le profane (vice-versa) et devient en même temps amusant et rituel. Parfois, pendant les célébrations du carnaval, ils sont religieux et danses comme dans les festivités sont présentées; En outre, les participants prient avant que les festivités commencent. Il y a des parties où une marionnette représentant Judas ou John Carnaval à nettoyer le feu dernier et commencer la nouvelle année pour tout agriculteur commence par printemps, quand la nature renouvelle et les plantations sont des brûlures préparées. Il y a d'autres qui propres à une nouvelle en ENTRER saison et laissent derrière eux toute impureté, saut indigène sur une clôture en feu d'herbe. Ces jours-ci de nombreux costumes indigènes sont faits d'influence européenne ou conduisent les plus anciens vêtements qu'ils ont dans leur maison. Selon les traditions anciennes, les femmes ne peuvent pas danser au carnaval de sorte que certains hommes habillent les femmes avec huipiles les plus extraordinaires et cela donne l'occasion une touche unique.
Semaine Sainte
Pâques est très important pour les fidèles qui gardent la date dévotement. Dans toutes les villes il y a des célébrations religieuses. Débute le dimanche des Rameaux avec la bénédiction des palmes (feuilles tressées façons différentes et originales). Le jour le plus important est vendredi saint quand prie la Via Crucis et dans certains endroits, la représentation de la Passion du Christ est faite. Ici, des photos richement vêtus, les femmes avec des encensoirs, des fleurs et des chants sont chantés par les fidèles écoutent. Sur les peuples autochtones est souvent un mélange unique de croyances préhispaniques et le catholicisme romain comme au cours des frères conquête des évangélisateurs, a permis aux Indiens retenus certains de leurs rites et aujourd'hui sont tenues sur ces cérémonies dates dating de préhispanique et sans rapport avec Pâques.
Jour des Morts ou All Saints
Il est l'un des grands festivals depuis, selon la croyance, ces jours-ci les âmes des morts reviennent. Les fêtes religieuses sont faites et dans certaines municipalités est d'usage de mettre les fameuses « offrandes ou autels des morts » dans les maisons de ceux qui ont perdu un être cher à ne pas manquer la nourriture qu'ils ont aimé dans la vie. Les offres varient selon les régions et les coutumes de chaque lieu. Parmi les aliments qui obtient trouvé du pain mort, taupe, chocolat, chiffres de sucre.... Habituellement, ils ornaient avec des confettis, ou tagètes en plastique, des bougies, mais surtout avec le talent populaire. Dans de nombreuses régions, il est d'usage de mettre un tapis de marigolds de la rue à l'offre pour les âmes de trouver facilement leur chemin; et prendre une partie de la nourriture qui a été préparé avec des bougies et des fleurs au cimetière ou partager la nourriture avec tous ceux qui visitent l'offre.
les parties Guadaloupaines
Dans tout le pays, nous célébrons la Vierge de Guadalupe, le 12 décembre, le jour où il est apparu à l'Indien Juan Diego sur la colline Tepeyac où les Aztèques vénéraient Tonantzin, la mère des dieux. Ce jour-là, dans toutes les églises il y a des célébrations religieuses, les festivals et beaucoup de gens se habillent généralement à prendre au temple leurs petits enfants de « Juan Dieguitos » ou « Marie ».
***
Aspects généraux du Festival Corridas de taureaux
À Puebla, comme dans de nombreuses régions du Mexique et du monde, il y a un grand enthousiasme pour la corrida. Les corridas sont un grand spectacle où les taureaux sont combattus de façon traditionnelle et à un moins grand nombre Bœufs. Charreada / Jaripeo fête Charro est maintenu en vie. Charreadas ou jaripeos sont effectuées sur le terrain ou dans les rues des toiles et les charros exécutent des destins différents avec une cravate, à pied ou à cheval. Il est un spectacle mexicain 100%. Les courses de chevaux ont toujours été une grande attraction touristique, mais celles qui sont faites dans certaines municipalités ont une étiquette particulière qui différencie et donne une touche pittoresque.
Palenque
Palenques sont des lieux très fréquentés où les combats de coqs sont détenus. En eux, vous pouvez parier et des spectacles artistiques sont présentés. Musique La musique est une partie essentielle de fiestas mexicaines, est un élément fondamental de la culture qui est toujours présente. Selon l'occasion et l'endroit où vous pouvez venir des musiciens itinérants, groupes musicaux, groupes de musique folklorique, des bandes avec des instruments à vent, des trios, mariachis, et ainsi de suite.
Jeux mécaniques
Dans la plupart des endroits, le jour des célèbres manèges arrivent. Ils vont d'une grande roue et un carrousel typique au plus moderne et sophistiqué. Feux d'artifice Ceci est une caractéristique de la plupart des foires et des festivals. Le montant et showiness va selon l'importance de l'événement et le potentiel économique de la population locale. Ils sont des artisans qualifiés qui font ces feux d'artifice. Quand ils sont indigènes, la musique de flûte et tambour accompagné en tout temps de travail pyrotechnique. toritos Le « Toritos » sont réalisés en osier ou en bâtonnets recouverts d'un tapis ou de la peau d'un animal. Un homme debout sur la tête du cadre et fonctionne en moulinets et des fusées en rafale réparties dans toute la structure. Au cours de la combustion des téléspectateurs « Torito » se déplacent loin de que vous avancez et que les enfants les plus courageux après le suivre jusqu'à ce que le dernier pétard explose. roquettes La nuit semble étoiles nouvelles et de tir dans le ciel. Pendant la journée, le son est ce qui compte. Mais soit la nuit ou le jour, les fusées sont une manifestation sans équivoque du parti.
Poudre
elle emploie également la célébration de manière de poudre par refroidissement bruit causé. Il est introduit dans un tube de fer qui perce le sol et produit un bruit assourdissant. Pour augmenter le vacarme joyeux, les enfants jettent des feux d'artifice et des pétards. Depuis l'arrivée des Espagnols, les Indiens ont pris beaucoup de goût aux différentes formes d'utilisation de la poudre à canon, peut-être parce qu'ils pensaient que, avec tant de lumière et tant de bruit, divinité mieux entendre leurs demandes.
Danses
Depuis les temps pré-hispaniques, danses faisaient partie des rituels les plus importants et à ce jour demeurent une manifestation indispensable de la culture. Conserver les éléments de son origine, qui ont été mélangés avec de nouvelles contributions créant de belles mosaïques de couleurs et de mouvements qui sont imprimés dans la mémoire de tous ceux qui ont la chance de les voir. Chaque région conserve ses propres danses comme un symbole de l'identité. Certains « Los Quetzales » « El Palo Volador », « Los Negritos » des plus célèbres danses sont des « Maures et chrétiens », « Le Santiagos » et ainsi de suite.
Bailes
En plus des danses typiques sont des danses qui sont pour la plupart des adaptations de vieilles danses européennes. D'autre part, les danses folkloriques sont aussi ceux où vous embauchez un groupe et tous les habitants sont invités à danser.
Un autre type de Diversions

Lors des fêtes et des foires, il y a des détournements plus simples. auvents sont faits et une variété de jeux comme le tir, loterie, marbres, tombola, etc. sont installés. La participation à ces jeux peuvent gagner différents prix allant des animaux en peluche à la céramique.

## Géographie

### Paysages et végétation
Dans cet État se trouvent les points culminants du Mexique, le Pic d'Orizaba (également en partie sur l'État de Veracruz) et les volcans Popocatepetl et Iztaccíhuatl (tous deux à la limite de l'État de Mexico).

### Flore et faune

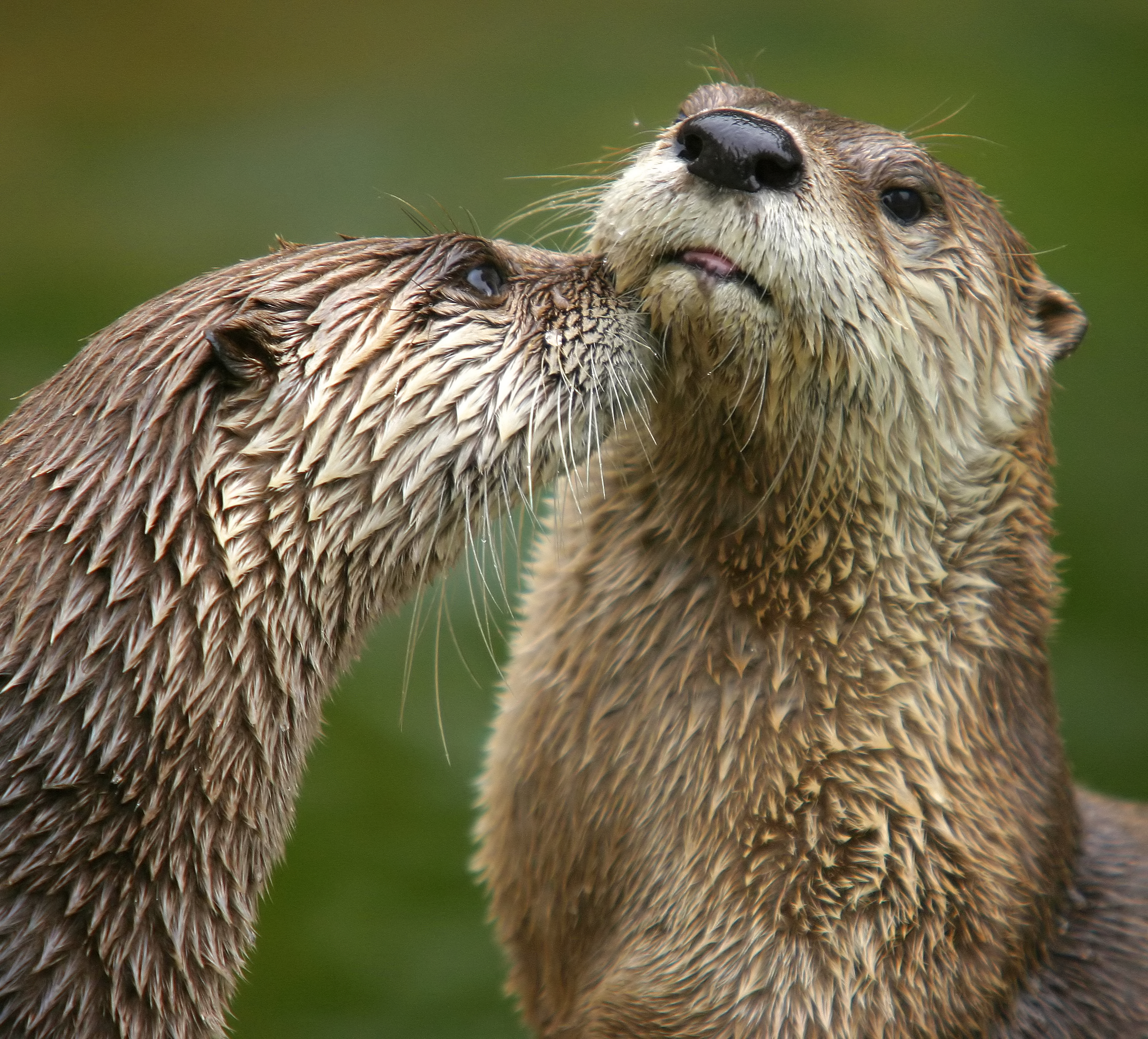
Lontra
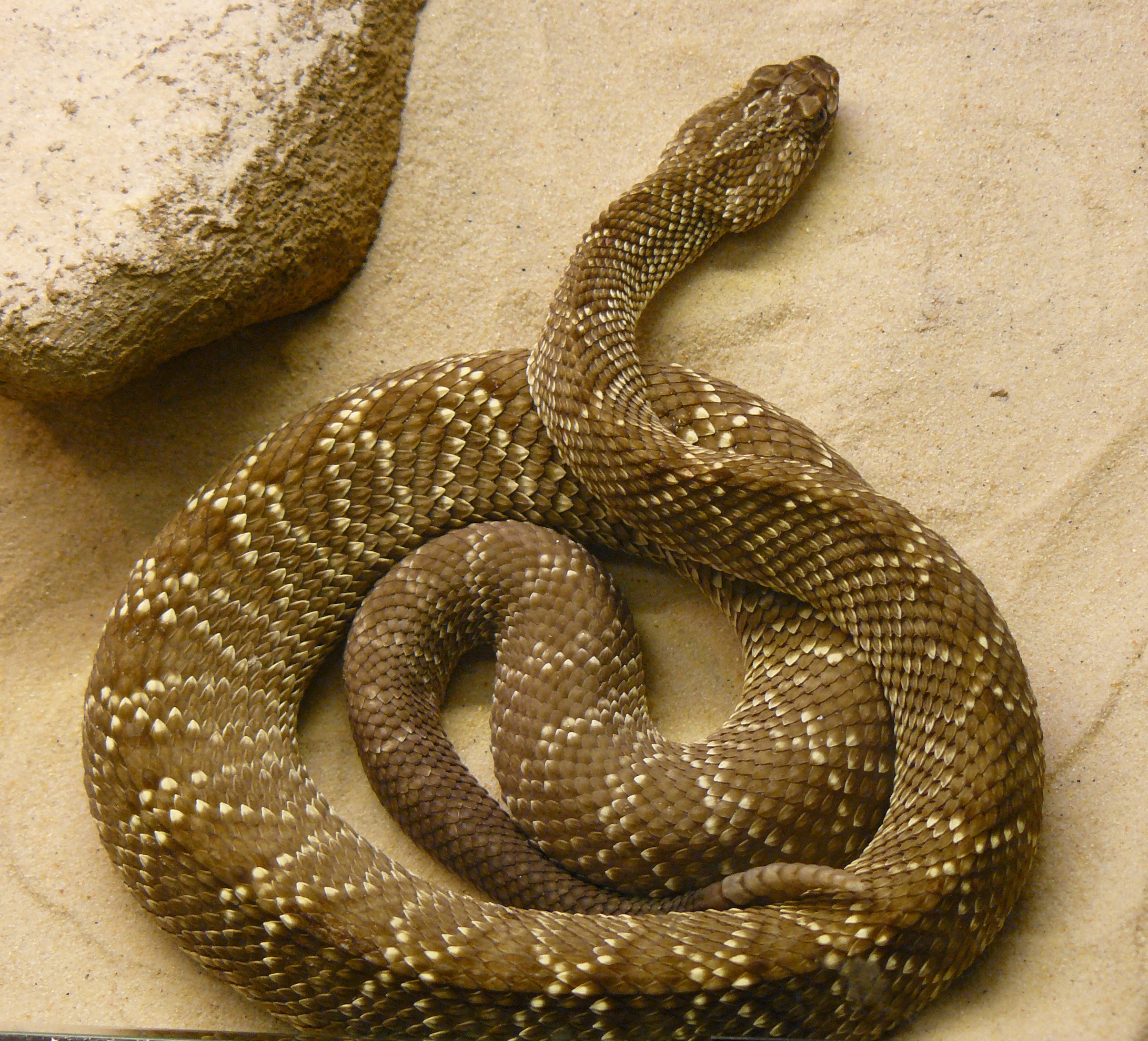
Crotalus
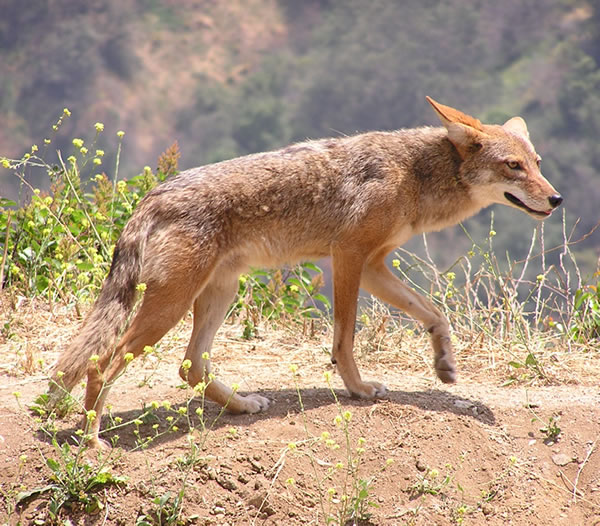
Coyote
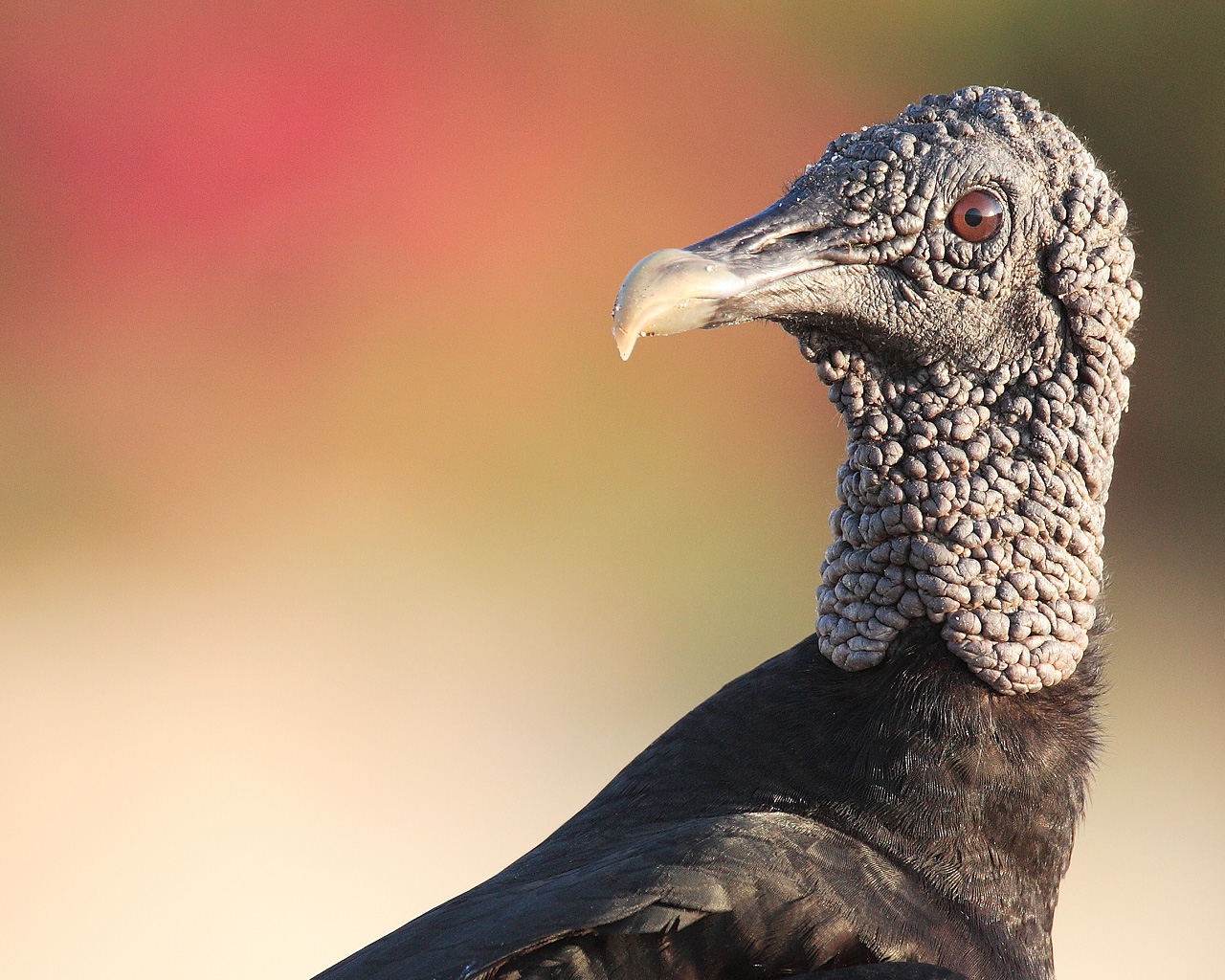
Urubu noir
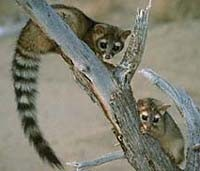
Bassariscus astutus
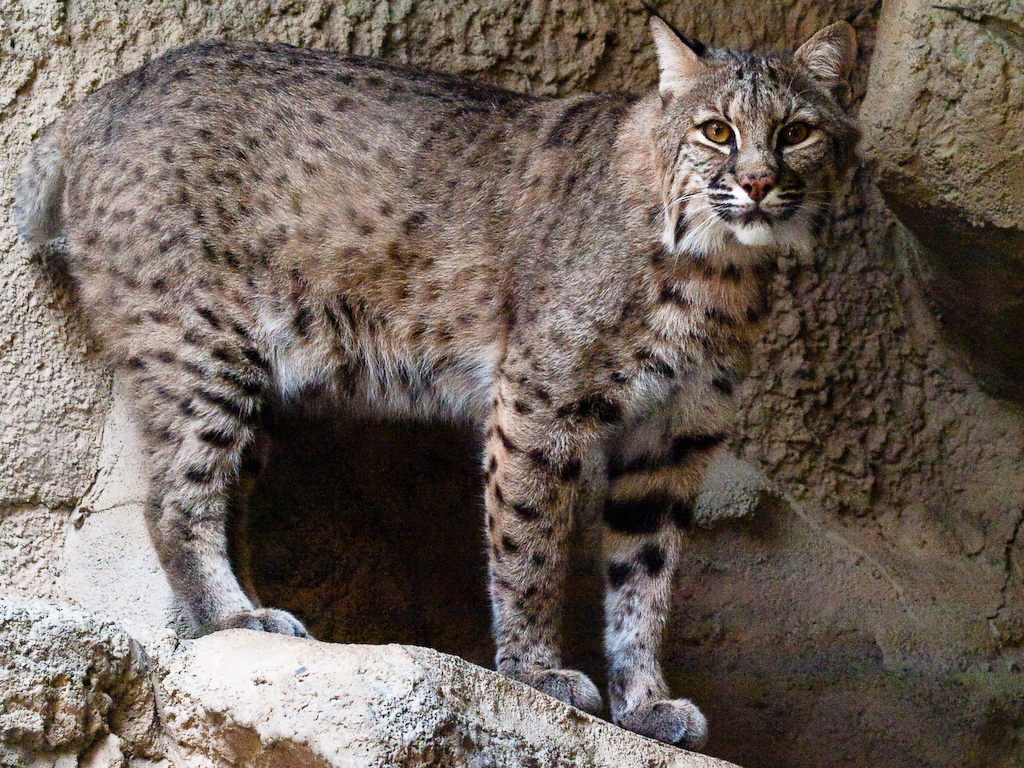
Lynx roux
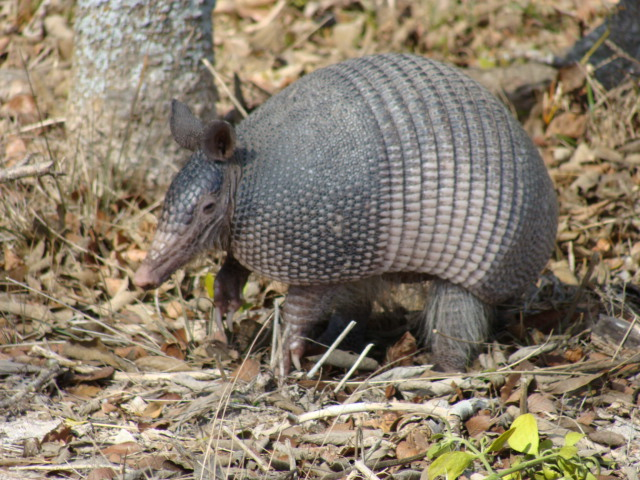
Dasypodidae
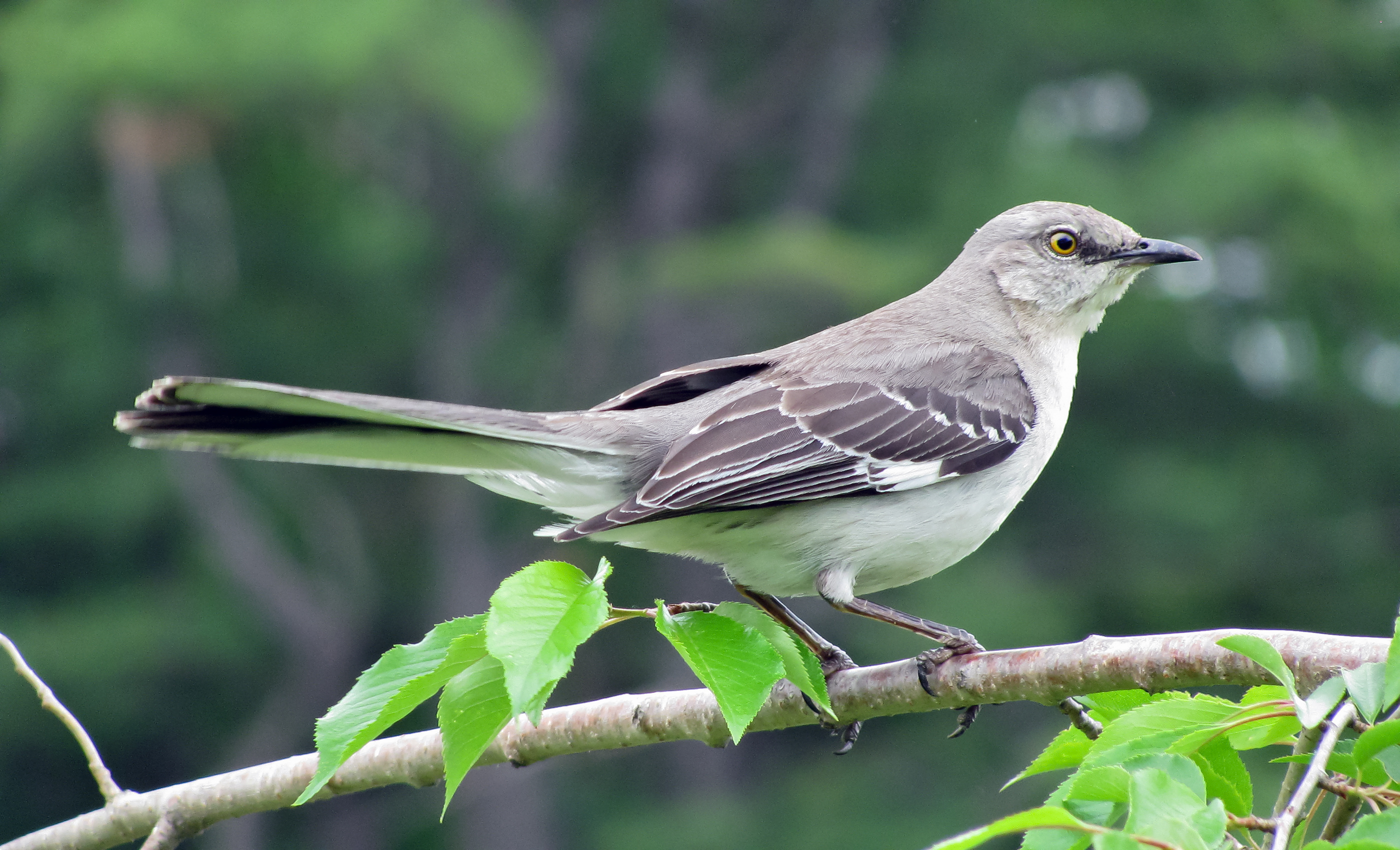
Moqueur polyglotte
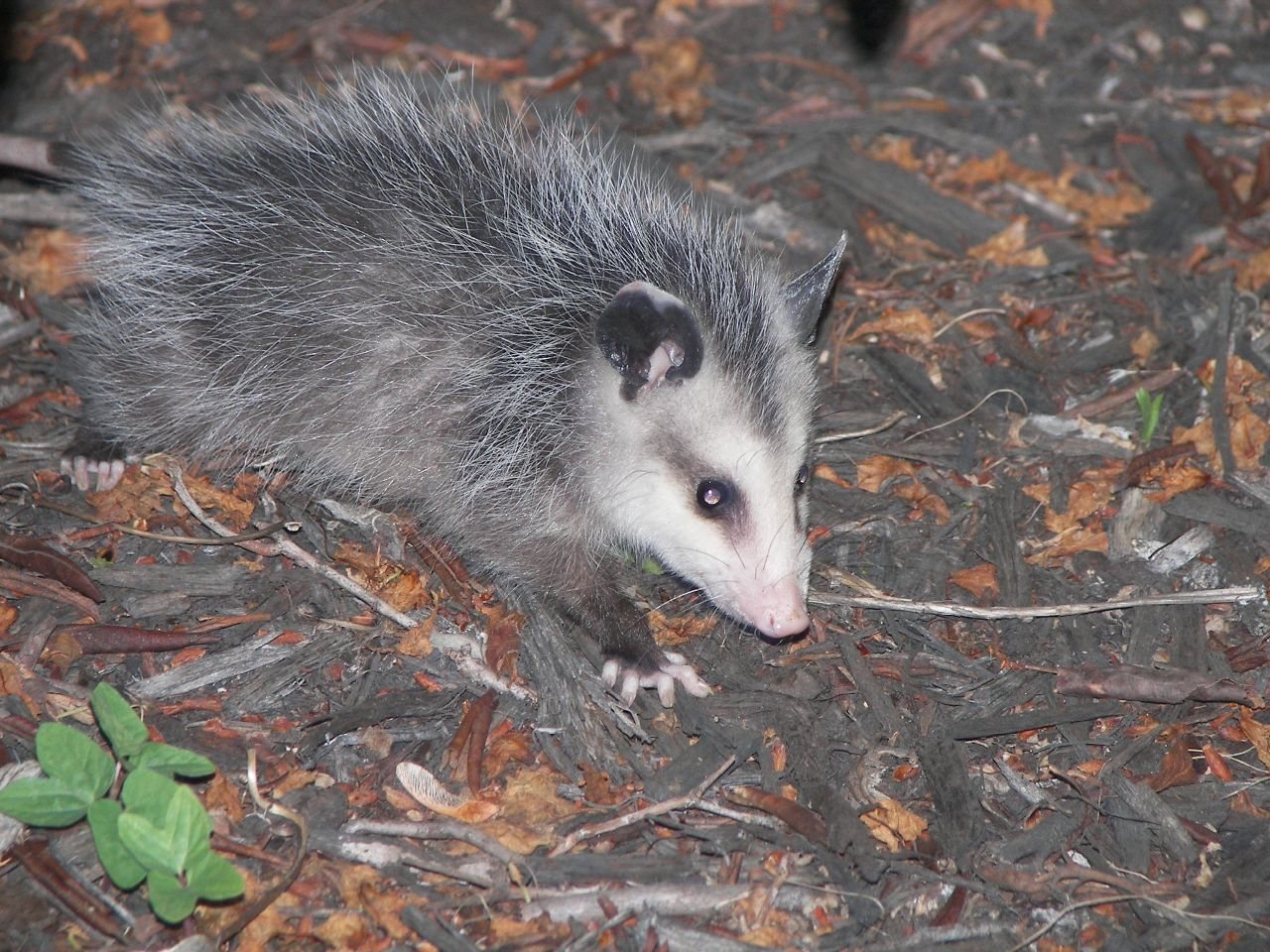
Didelphis marsupialis
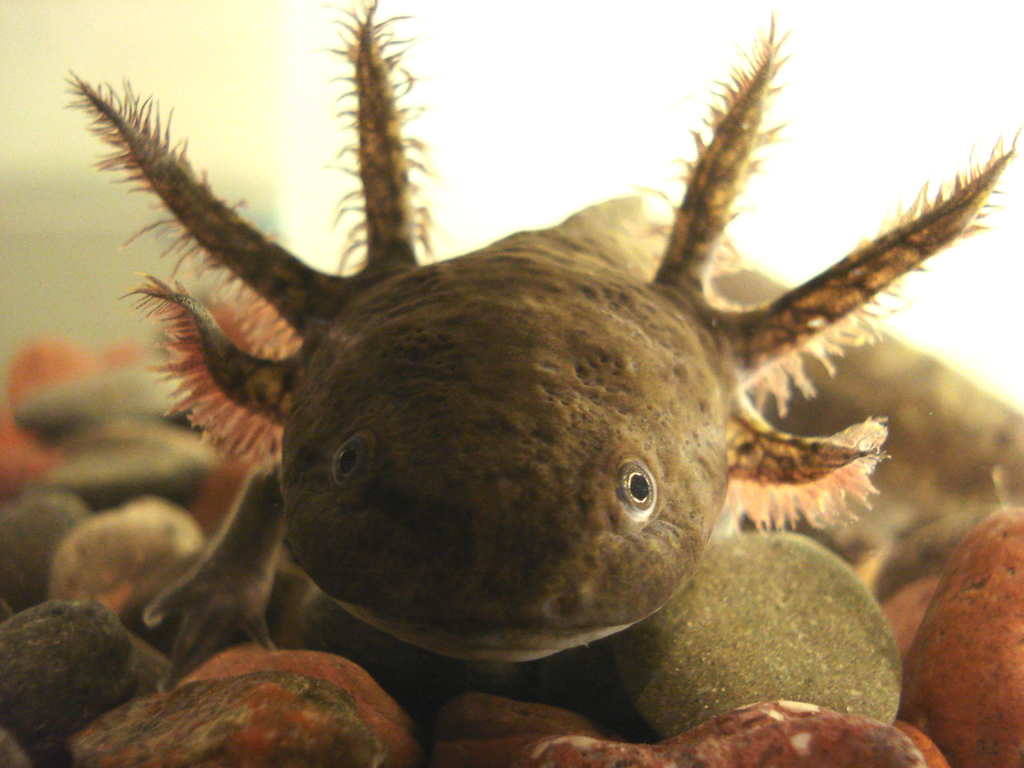
Axolotl
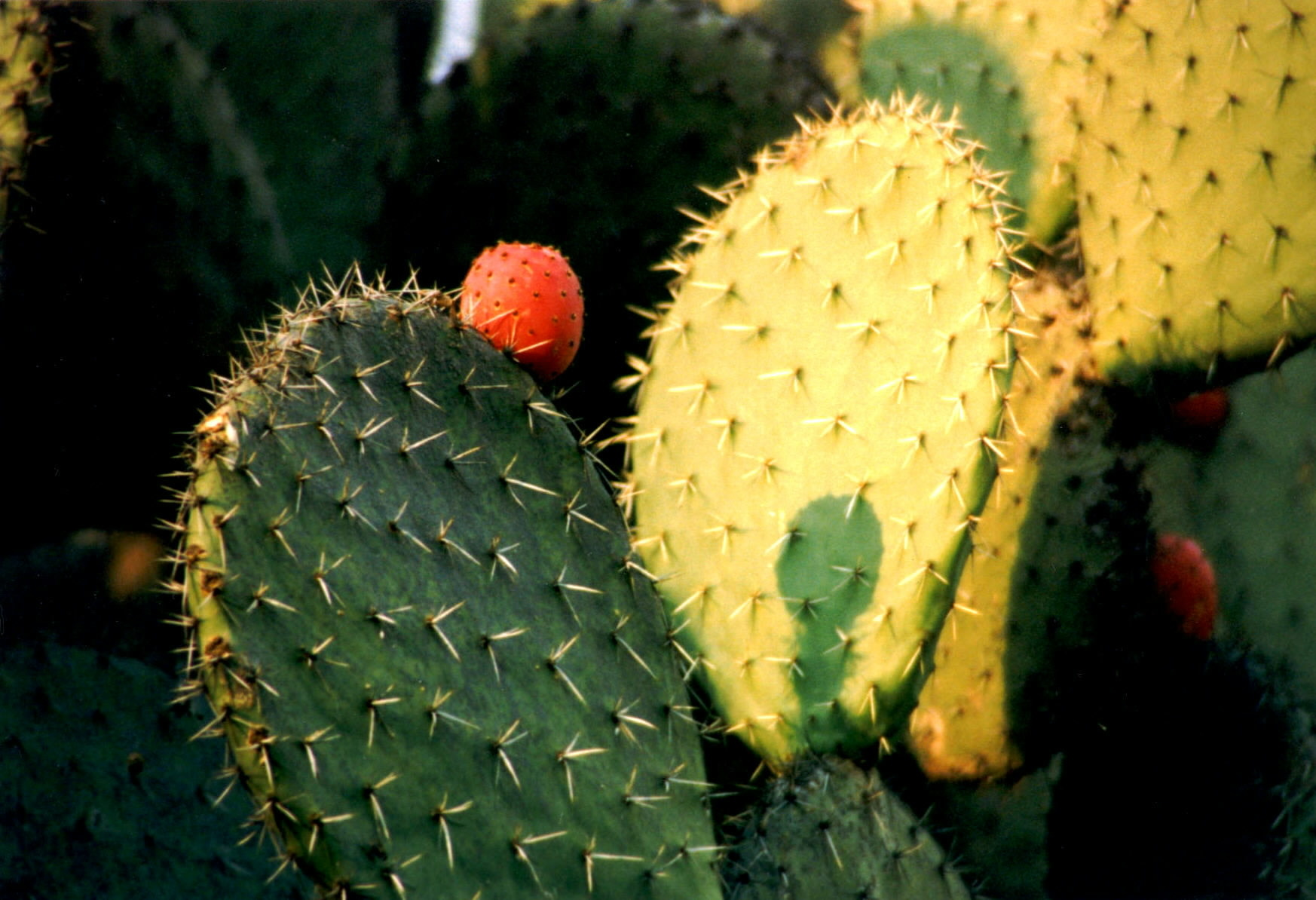
Opuntia ficus indica
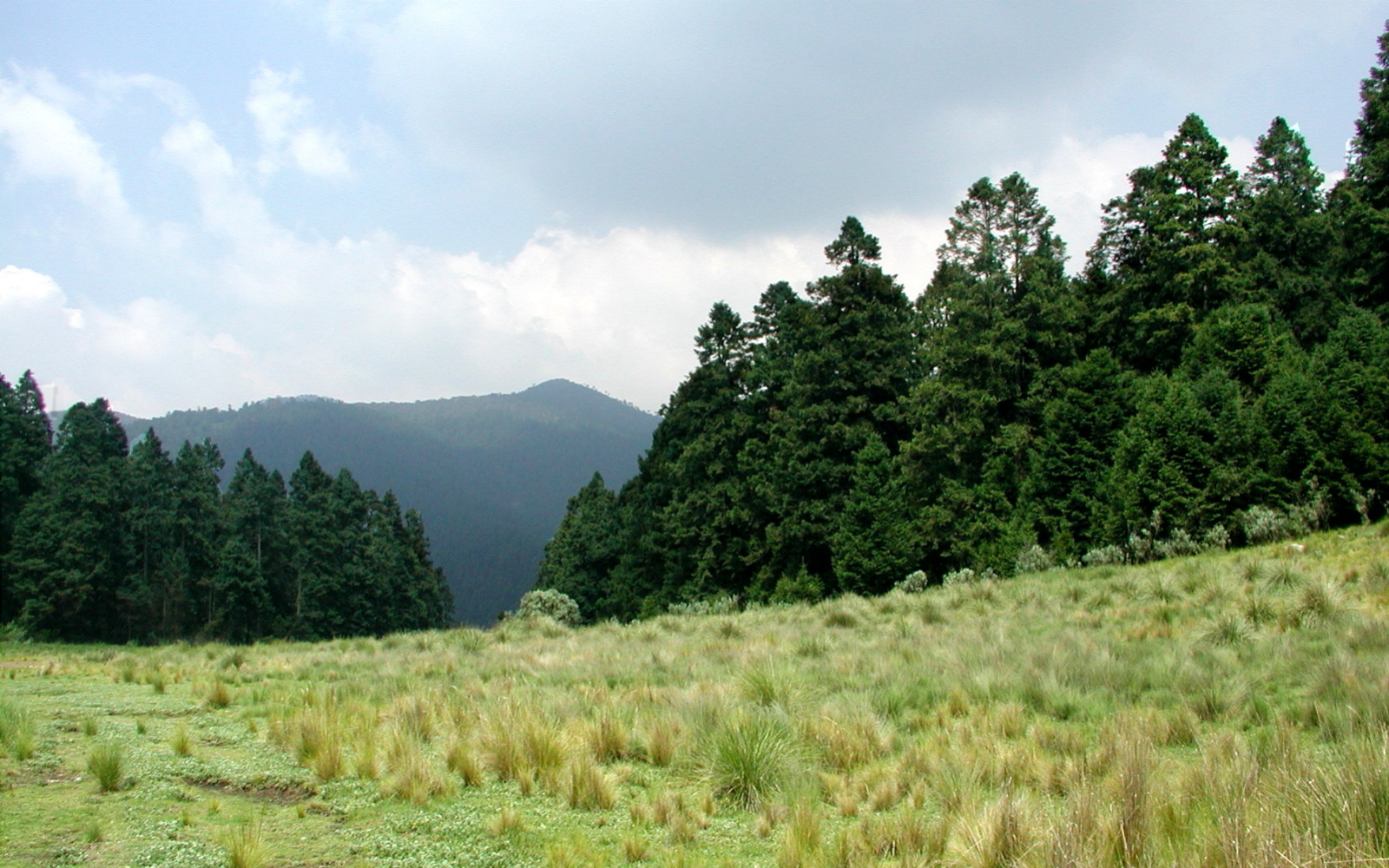
Abies religiosa
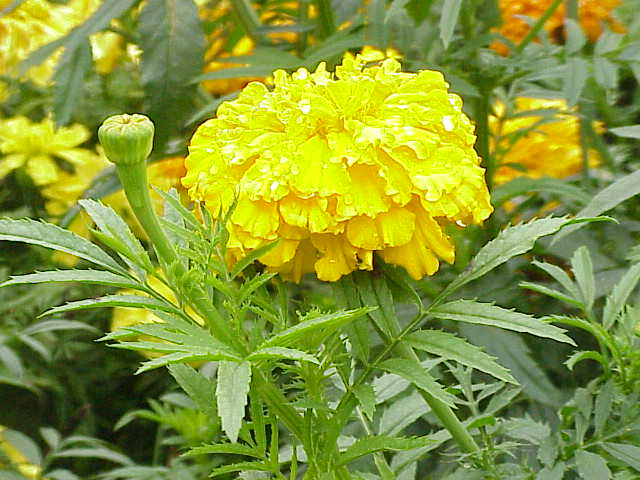
Rose d'Inde
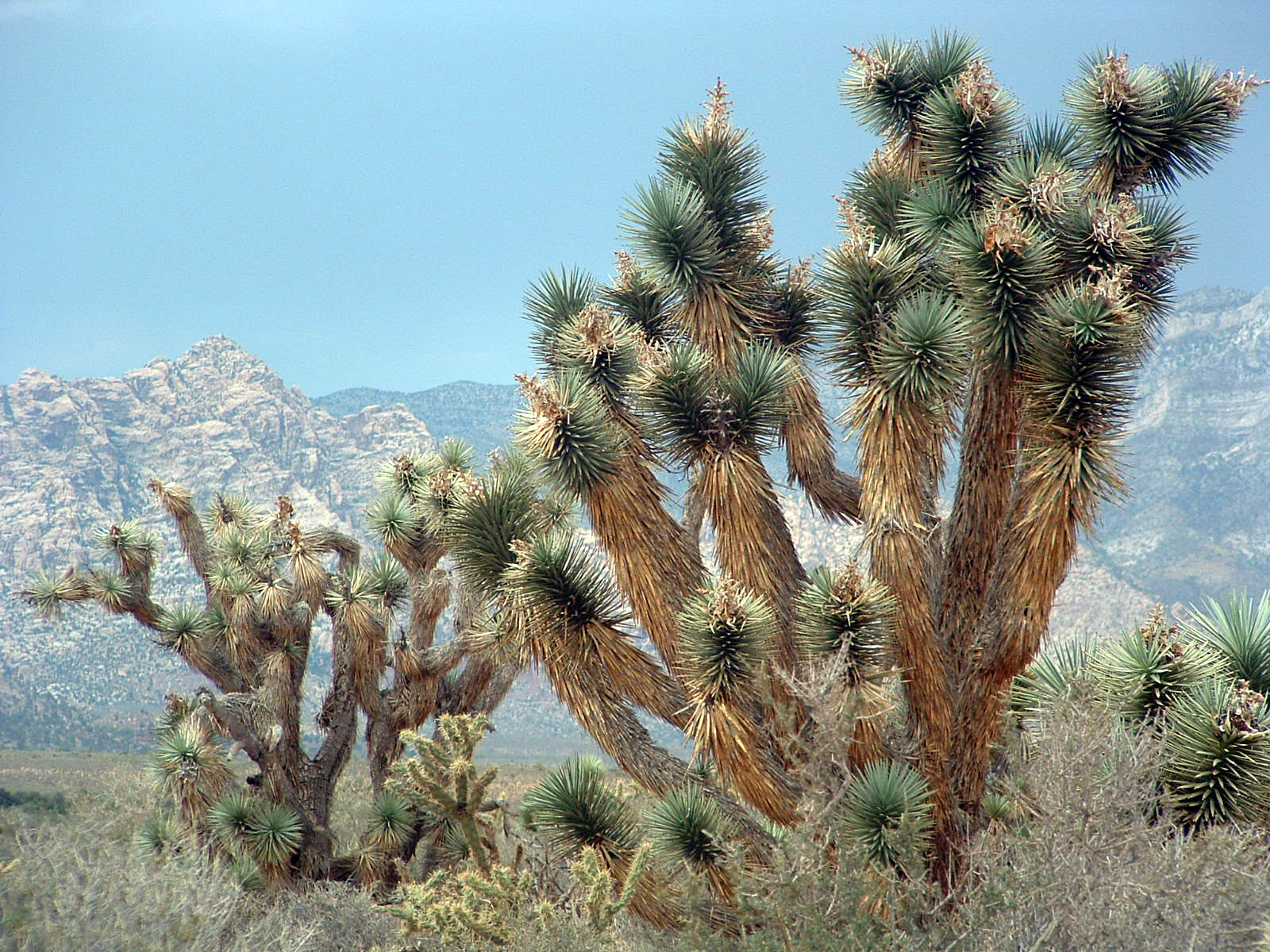
Yucca brevifolia
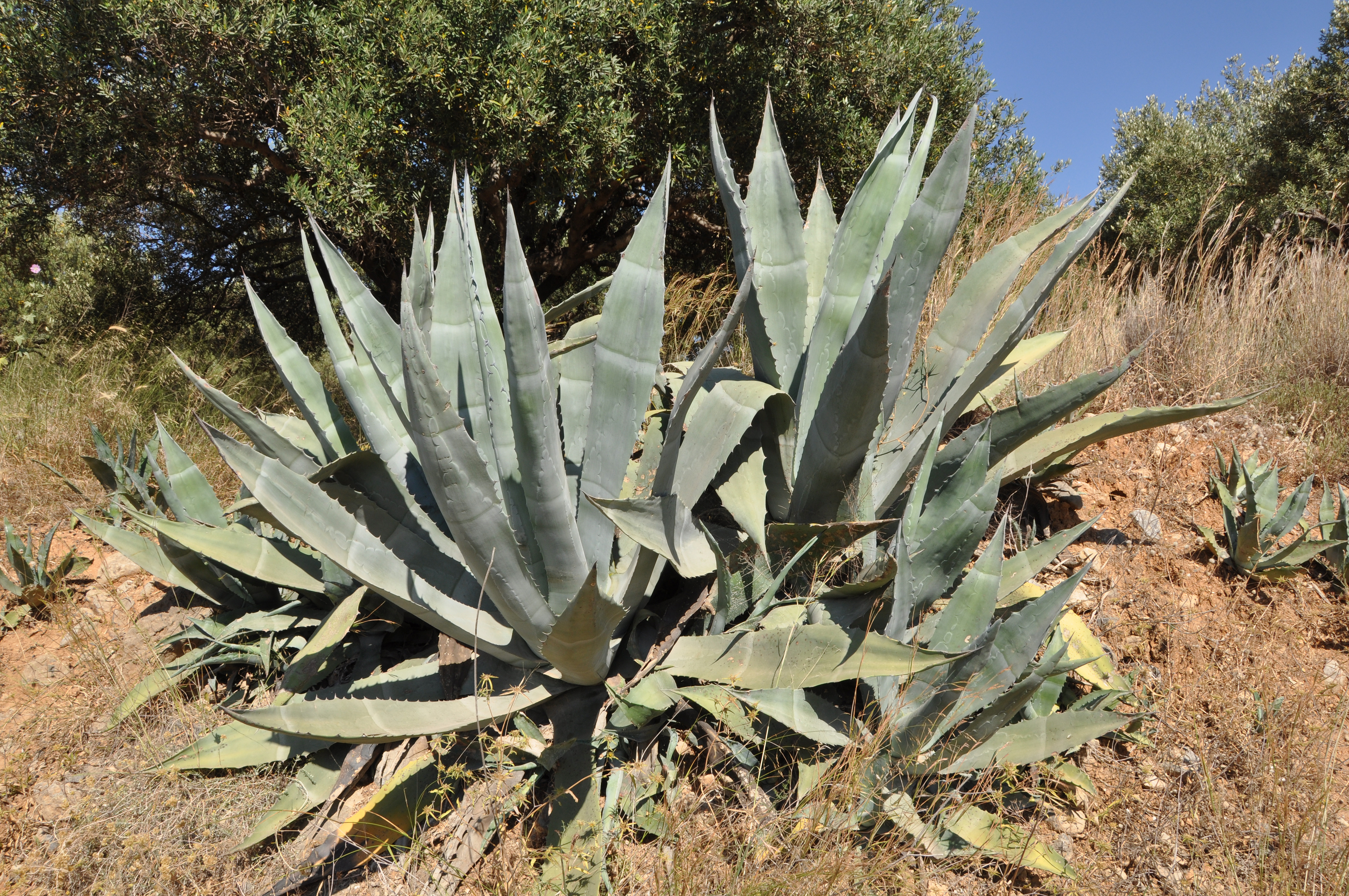
Agave